# Golf von Panay
Der Golf von Panay (englisch Panay Gulf) ist ein Randgebiet der Sulusee, das etwa zwischen den Inseln Panay und Negros auf den Philippinen liegt. 
Zum Golf gehören Teile der Santa Anna Bay zwischen Panay, Guimaras und der Guimaras-Straße zwischen Guimaras und Negros. Im Südosten des Golfes liegt das Flussdelta des Ilog Rivers, das ca. 50 km² groß ist. Über die Guimaras-Straße ist der Golf von Panay mit der Visayas-See verbunden. In den Gewässern der Insel Guimaras liegt der Taklong Island National Marine Reserve, er wurde 1990 gegründet an der Küste der Gemeinde Nueva Valencia.

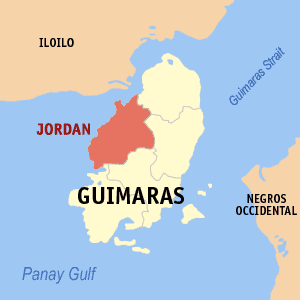
Der Golf von Panay südlich der Insel Guimaras

Der Hafen von Iloilo (englisch Port of Iloilo) ist der wichtigste Hafen in dem Meeresgebiet, das hauptsächlich von Schiffen befahren wird, die das Gebiet um Iloilo City, Bacolod und Zamboanga mit den südlicheren Gebieten der Philippinen verbinden. 